# Волнянки
Волнянки (лат. Lymantriinae) — подсемейство чешуекрылых в составе семейства Erebidae (ранее волнянки рассматривались в статусе отдельного семейства Lymantriidae).

## Описание
Бабочки средних, иногда крупных размеров. Размах крыльев 18—80 мм. Часто диморфны: самцы резко отличаются от самок меньшими размерами, окраской и рисунком крыльев. Усики двоякогребенчатые. У самца гребни значительно выше, чем у самки. Хоботок недоразвит или вообще редуцирован; губные щупики хорошо развиты. Глаза голые, глазки отсутствуют. Грудь и брюшко густо покрыты волосковидными чешуйками, иногда собранными на конце в виде широкой кисти. Крылья обычно хорошо развиты у обоих полов, иногда редуцированы. Они преимущественно одноцветные — белые или желтоватые, или с хорошо развитым рисунком.
Сумеречные и ночные бабочки. Самцы более активны, а у видов с бескрылыми самки, самцы часто летают и днем. В умеренной зоне большинство видов дает 1 поколение в год, реже — 2 поколения. Зимуют на стадии яйца или гусеницы. У некоторых видов зимуют вполне сформировавшиеся гусеницы в яйцевых оболочках. Гусеницы как правило, многоядны; развиваются на различных древесных и кустарниковых породах, а часто и на травянистых растениях.
Известно несколько десятков видов, способных давать вспышки массового размножения и отмеченных как серьёзные вредители лесных насаждений и садово-парковых культур. Многие гусеницы волнянок обладают ядовитыми волосками и в годы массовых размножений оказывают сильное воздействие на животных и человека, вызывая острые воспалительные заболевания верхних дыхательных путей, глаз и кожных покровов.

## Ареал
Распространены почти всесветно, насчитывают до 2700 видов, в составе 350 родов, населяющих практически все ландшафтные зоны — от арктических тундр до степей и полупустынь, но особенно многочисленных во влажных тропических и субтропических лесах Африки и Юго-Восточной Азии. В Палеарктике около 500 видов. В Европейской части России около 10 родов.

## Классификация
В последнее время на основании молекулярно-генетических исследований волнянки рассматриваются в статусе подсемейства в составе семейства Erebidae (Эребиды). Д.Лафонтэйн и Х.Шмидт поддержали мнение Дж. Холловэя (1999), что волнянки должны быть разделены не на подсемейства, а на трибы.
Ранее в статусе отдельного семейства волнянки (Lymantriidae) включали следующие трибы:

### ТрибаArctornithini
- Arctornis Germar, 1810
  - Arctornis alba (Bremer, 1861)
  - Волнянка L-черное Arctornis l-nigrum (Müller, 1764)
- Ivela Swinhoe, 1903
  - Волнянка желтоногая Ivela ochropoda (Eversmann, 1847)

### ТрибаLeucomini
- Leucoma Hϋbner, 1822
  - Восточная ивовая волнянка Leucoma candida  (Staudinger, 1892) 
  - Волнянка ивовая Leucoma salicis  (Linnaeus, 1758)

### ТрибаLymantriini
- Волнянки лесные Lymantria Hϋbner, 1819
  - Монашенка Lymantria (Lymantria) monacha  (Linnaeus, 1758)
  - Шелкопряд непарный, или Непарник Lymantria (Porthetria) dispar Linnaeus, 1758
  - Lymantria (Porthetria) umbrosa Butler, 1881
  - Непарник розовый Lymantria (Nyctria) mathura Walker, 1865
  - Lymantria (Spinotria) grisescens (Staudinger, 1887)

### ТрибаNygminini
- Euproctis Hϋbner, 1819
  - Златогузка Euproctis chrysorrhoea  (Linnaeus, 1758)
  - Туркестанская златогузка (Euproctis kargalika Moore, 1878)
  - Euproctis kogistana Lukhtanov, Zolotuhin, Beliakova, Eitschberger et Kandul, 1994
- Sphrageidus Maes, 1984
  - Желтогузка Sphrageidus similis  (Fuessly, 1775)
- Artaxa Walker, 1855
  - Волнянка жёлтая Artaxa subflava (Bremer, 1864)
- Kidokuga Kishida, 2010
  - Волнянка перечная Kidokuga piperita (Oberthϋr, 1880)
- Somena Walker, 1856
  - Somena pulverea (Leech, [1889])

### ПодсемействоOrgyiini
- Кистехвосты Orgyia Ochsenheimer, 1810
  - Кистехвост обыкновенный, или Волнянка античная Orgyia antiqua  (Linnaeus, 1758)
  - Кистехвост-буря Orgyia thyellina Butler, 1881
- Thylacigyna Rambur, [1866]
  - Thylacigyna antiquoides (Hübner, [1822])
- Teia Walker, 1855
  - Кистехвост степной Teia dubia  (Tauscher, 1806)
  - Teia ochrolimbata (Staudinger, 1881)
- Telochurus Maes, 1984
  - Telochurus recens (Hübner, [1819])
- Gynaephora Hübner, [1819]
  - Gynaephora selenitica (Esper, 1783)
  - Gynaephora groenlandica (Wocke, 1874)
  - Gynaephora relictus (O.Bang-Haas, 1927)
  - Gynaephora rossii (Curtis, 1835)
  - Gynaephora angelus (Tschetverikov 1904)
  - Gynaephora fascelina (Linnaeus, 1758)
  - Gynaephora olga (Oberthür, 1881)
  - Gynaephora pumila (Staudinger, 1881)
- Calliteara Butler, 1881
  - Волнянка хвойная Calliteara abietis ([Denis & Schiffermüller], 1775)
  - Calliteara axutha (Collenette, 1934)
  - Calliteara conjuncta (Wileman, 1911)
  - Calliteara lunulata (Butler, 1877)
  - Calliteara pseudabietis Butler, 1885
  - Краснохвост, или шерстолапка стыдливая Calliteara pudibunda  (Linnaeus, 1758)
  - Calliteara solitaria (Staudinger, 1887)
  - Calliteara virginea (Oberthür, 1870)
- Cifuna Walker, 1855
  - Волнянка богатая Cifuna locuples Walker, 1855
- Ilema Moore, [1860]
  - Ilema eurydice (Butler, 1885)
  - Ilema jankowskii (Oberthür, 1884)
- Numenes Walker, 1855
  - Волнянка непохожая Numenes disparilis Staudinger, 1887
- Laelia Stephens, 1828
  - Laelia coenosa (Hübner, [1808])
- Penthophera Germar, 1812
  - Penthophera morio (Linnaeus, 1767)
- Parocneria Dyar, 1897
  - Parocneria detrita (Esper, 1785)
  - Волнянка мрачная Parocneria furva (Leech, 1889)
  - Parocneria signatoria (Christoph, 1883)
- Kuromondokuga Kishida, 2010
  - Kuromondokuga niphonis (Butler, 1881)